# Ivan Đaja
Ivan Đaja (srbsko Иван Ђаја), srbski biolog, fiziolog, akademik in pedagog, * 21. julij 1884, Le Havre, † 1. oktober 1957, Beograd.
Đaja je bil rektor Univerze v Beogradu v študijskem letu 1934/35.